# Olympische Sommerspiele 2012/Rudern – Leichtgewichts-Doppelzweier (Männer)
Der Ruderwettbewerb im Leichtgewichts-Doppelzweier der Männer bei den Olympischen Spielen 2012 in London wurde vom 29. Juli bis zum 4. August 2012 auf dem Dorney Lake ausgetragen. 40 Athleten in 20 Booten traten an. 
Die Ruderregatta, die über 2000 Meter ausgetragen wurde, begann mit vier Vorläufen. Die ersten zwei zogen ins Halbfinale A/B ein, die restlichen starteten in den Hoffnungsläufen. In den zwei Läufen konnten sich die zwei ersten Boote für das Halbfinale A/B qualifizieren. Die übrigen Boote kamen ins Halbfinale C/D.
Die Halbfinals A/B und C/D wurden in jeweils zwei Läufen ausgerichtet. Die jeweils ersten drei kamen in die Finals A und C, die übrigen in die Finals B und D. Die Finals B, C und D dienten zur Ermittlung der Plätze 7 bis 20, das Finale A der Medaillenvergabe.
Die jeweils qualifizierten Boote sind hellgrün unterlegt.

## Titelträger
| Olympiasieger | Vereinigtes Königreich Besatzung: Zac Purchase, Mark Hunter | Peking 2008 |
| Weltmeister   | Vereinigtes Königreich Besatzung: Zac Purchase, Mark Hunter | Bled 2011   |

## Vorläufe
29. Juli 2012

### Vorlauf 1
| Platz | Boot     | Besatzung                    | Zeit (min) |
| ----- | -------- | ---------------------------- | ---------- |
| 1     | Italien  | Pietro Ruta Elia Luini       | 6:35,72    |
| 2     | Portugal | Pedro Fraga Nuno Mendes      | 6:37,91    |
| 3     | Kanada   | Douglas Vandor Morgan Jarvis | 6:42,59    |
| 4     | Indien   | Sandeep Kumar Manjeet Singh  | 6:56,60    |
| 5     | Ägypten  | Mohamed Nofel Omar Emira     | 6:59,57    |

### Vorlauf 2
| Platz | Boot           | Besatzung                       | Zeit (min) |
| ----- | -------------- | ------------------------------- | ---------- |
| 1     | Großbritannien | Zac Purchase Mark Hunter        | 6:36,29    |
| 2     | Neuseeland     | Storm Uru Peter Taylor          | 6:37,02    |
| 3     | Australien     | Roderick Chisholm Thomas Gibson | 6:47,33    |
| 4     | China          | Zhang Fangbing Sun Jie          | 6:57,67    |
| 5     | Argentinien    | Mario Cejas Miguel Mayol        | 7:01,76    |

### Vorlauf 3
| Platz | Boot         | Besatzung                                | Zeit (min) |
| ----- | ------------ | ---------------------------------------- | ---------- |
| 1     | Dänemark     | Mads Rasmussen Rasmus Quist              | 6:33,11    |
| 2     | Norwegen     | Kristoffer Brun Are Strandli             | 6:34,00    |
| 3     | Kuba         | Manuel Suarez Barrios Yunior Pérez       | 6:36,31    |
| 4     | Ungarn       | Zsolt Hirling Tamás Varga                | 6:36,90    |
| 5     | Griechenland | Eleftherios Konsolas Panagiotis Magdanis | 6:42,13    |

### Vorlauf 4
| Platz | Boot        | Besatzung                         | Zeit (min) |
| ----- | ----------- | --------------------------------- | ---------- |
| 1     | Frankreich  | Stany Delayre Jérémie Azou        | 6:40,89    |
| 2     | Deutschland | Linus Lichtschlag Lars Hartig     | 6:49,44    |
| 3     | Japan       | Kazushige Ura Daisaku Takeda      | 6:54,01    |
| 4     | Uruguay     | Rodolfo Collazo Emiliano Dumestre | 6:58,63    |
| 5     | Hongkong    | Leung Chun Shek Lok Kwan Hoi      | 6:59,52    |

## Hoffnungslauf
31. Juli 2012

### Lauf 1
| Platz | Boot         | Besatzung                                | Zeit (min) |
| ----- | ------------ | ---------------------------------------- | ---------- |
| 1     | Griechenland | Eleftherios Konsolas Panagiotis Magdanis | 6:31,13    |
| 2     | Ungarn       | Zsolt Hirling Tamás Varga                | 6:32,31    |
| 3     | Australien   | Roderick Chisholm Thomas Gibson          | 6:34,29    |
| 4     | Kanada       | Douglas Vandor Morgan Jarvis             | 6:36,03    |
| 5     | Uruguay      | Rodolfo Collazo Emiliano Dumestre        | 6:51,67    |
| 6     | Ägypten      | Mohamed Nofel Omar Emira                 | 6:57,06    |

### Lauf 2
| Platz | Boot        | Besatzung                          | Zeit (min) |
| ----- | ----------- | ---------------------------------- | ---------- |
| 1     | Kuba        | Manuel Suarez Barrios Yunior Pérez | 6:37,04    |
| 2     | Japan       | Kazushige Ura Daisaku Takeda       | 6:39,81    |
| 3     | China       | Zhang Fangbing Sun Jie             | 6:40,12    |
| 4     | Hongkong    | Leung Chun Shek Lok Kwan Hoi       | 6:47,04    |
| 5     | Argentinien | Mario Cejas Miguel Mayol           | 6:48,21    |
| 6     | Indien      | Sandeep Kumar Manjeet Singh        | 6:54,20    |

## Halbfinale

### Halbfinale C/D
1. August 2012

#### Lauf 1
| Platz | Boot        | Besatzung                       | Zeit (min) |
| ----- | ----------- | ------------------------------- | ---------- |
| 1     | Australien  | Roderick Chisholm Thomas Gibson | 7:06,24    |
| 1     | Argentinien | Mario Cejas Miguel Mayol        | 7:06,24    |
| 3     | Hongkong    | Leung Chun Shek Lok Kwan Hoi    | 7:13,67    |
| 4     | Ägypten     | Mohamed Nofel Omar Emira        | 7:19,29    |

#### Lauf 2
| Platz | Boot    | Besatzung                         | Zeit (min) |
| ----- | ------- | --------------------------------- | ---------- |
| 1     | Kanada  | Douglas Vandor Morgan Jarvis      | 7:02,85    |
| 2     | China   | Zhang Fangbing Sun Jie            | 7:09,39    |
| 3     | Uruguay | Rodolfo Collazo Emiliano Dumestre | 7:11,20    |
| 4     | Indien  | Sandeep Kumar Manjeet Singh       | 7:19,31    |

### Halbfinale A/B
2. August 2012

#### Lauf 1
| Platz | Boot         | Besatzung                                | Zeit (min) |
| ----- | ------------ | ---------------------------------------- | ---------- |
| 1     | Dänemark     | Mads Rasmussen Rasmus Quist              | 6:33,25    |
| 2     | Neuseeland   | Storm Uru Peter Taylor                   | 6:36,71    |
| 3     | Deutschland  | Linus Lichtschlag Lars Hartig            | 6:37,44    |
| 4     | Griechenland | Eleftherios Konsolas Panagiotis Magdanis | 6:40,89    |
| 5     | Italien      | Pietro Ruta Elia Luini                   | 6:41,17    |
| 6     | Japan        | Kazushige Ura Daisaku Takeda             | 6:48,61    |

#### Lauf 2
| Platz | Boot           | Besatzung                          | Zeit (min) |
| ----- | -------------- | ---------------------------------- | ---------- |
| 1     | Großbritannien | Zac Purchase Mark Hunter           | 6:36,62    |
| 2     | Frankreich     | Stany Delayre Jérémie Azou         | 6:37,29    |
| 3     | Portugal       | Pedro Fraga Nuno Mendes            | 6:37,99    |
| 4     | Norwegen       | Kristoffer Brun Are Strandli       | 6:39,59    |
| 5     | Ungarn         | Zsolt Hirling Tamás Varga          | 6:42,81    |
| 6     | Kuba           | Manuel Suarez Barrios Yunior Pérez | 6:52,26    |

## Finale

### Finale D
4. August 2012, 10:40 Uhr MESZ

Anmerkung: zur Ermittlung der Plätze 19 und 20
| Platz | Boot    | Besatzung                   | Zeit (min) |
| ----- | ------- | --------------------------- | ---------- |
| 19    | Indien  | Sandeep Kumar Manjeet Singh | 7:08,39    |
| 20    | Ägypten | Mohamed Nofel Omar Emira    | 7:12,79    |

### Finale C
4. August 2012, 11:10 Uhr MESZ

Anmerkung: zur Ermittlung der Plätze 13 bis 18
| Platz | Boot        | Besatzung                         | Zeit (min) |
| ----- | ----------- | --------------------------------- | ---------- |
| 13    | Australien  | Roderick Chisholm Thomas Gibson   | 6:44,40    |
| 14    | Kanada      | Douglas Vandor Morgan Jarvis      | 6:46,62    |
| 15    | China       | Zhang Fangbing Sun Jie            | 6:49,39    |
| 16    | Uruguay     | Rodolfo Collazo Emiliano Dumestre | 6:51,94    |
| 17    | Argentinien | Mario Cejas Miguel Mayol          | 6:53,71    |
| 18    | Hongkong    | Leung Chun Shek Lok Kwan Hoi      | 7:00,01    |

### Finale B
4. August 2012, 11:50 Uhr MESZ

Anmerkung: zur Ermittlung der Plätze 7 bis 12
| Platz | Boot         | Besatzung                                | Zeit (min) |
| ----- | ------------ | ---------------------------------------- | ---------- |
| 7     | Italien      | Pietro Ruta Elia Luini                   | 6:29,92    |
| 8     | Griechenland | Eleftherios Konsolas Panagiotis Magdanis | 6:31,71    |
| 9     | Norwegen     | Kristoffer Brun Are Strandli             | 6:32,82    |
| 10    | Kuba         | Manuel Suarez Barrios Yunior Pérez       | 6:34,96    |
| 11    | Ungarn       | Zsolt Hirling Tamás Varga                | 6:39,98    |
| 12    | Japan        | Kazushige Ura Daisaku Takeda             | 6:48,27    |

### Finale A
4. August 2012, 13:10 Uhr MESZ

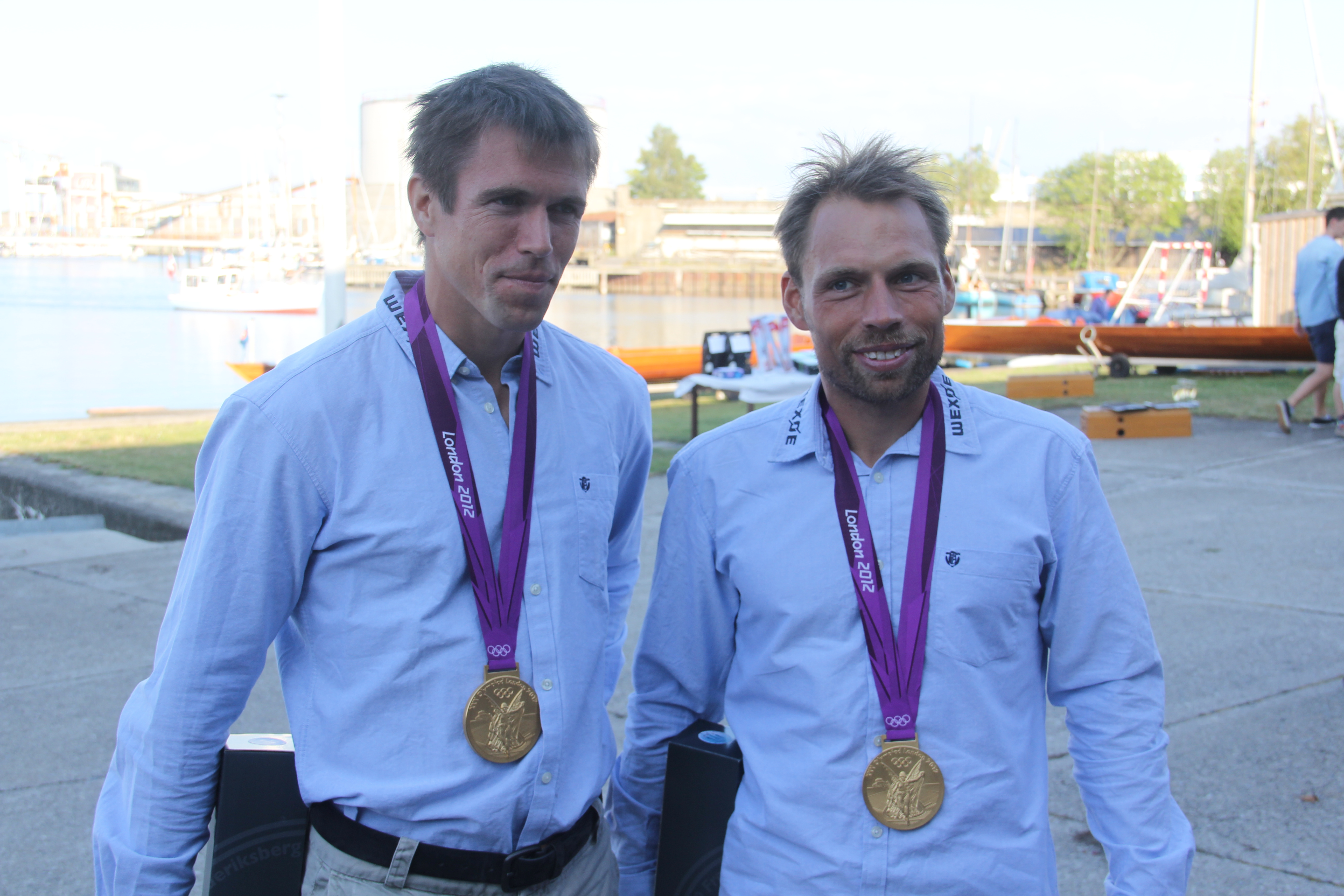
Die Olympiasieger Mads Rasmussen (links) und Rasmus Quist (DEN)

Anmerkung: zur Ermittlung der Plätze 1 bis 6
| Platz | Boot           | Besatzung                     | Zeit (min) |
| ----- | -------------- | ----------------------------- | ---------- |
| 1     | Dänemark       | Mads Rasmussen Rasmus Quist   | 6:37,17    |
| 2     | Großbritannien | Zac Purchase Mark Hunter      | 6:37,78    |
| 3     | Neuseeland     | Storm Uru Peter Taylor        | 6:40,86    |
| 4     | Frankreich     | Stany Delayre Jérémie Azou    | 6:42,69    |
| 5     | Portugal       | Pedro Fraga Nuno Mendes       | 6:44,80    |
| 6     | Deutschland    | Linus Lichtschlag Lars Hartig | 6:49,07    |

Mads Rasmussen und Rasmus Quist schafften den ersten Olympiasieg eines dänischen Bootes in dieser Bootsklasse. Storm Uru und Peter Taylor gewannen die erste Medaille eines neuseeländischen Bootes in dieser Bootsklasse.